# Gabriele Colombo
Gabriele Colombo (Varese, 11 mei 1972) is een voormalig Italiaans wielrenner. In 1996 boekte hij zijn grootste overwinning toen hij met Milaan-San Remo een wielermonument won. 

## Carrière
Colombo begon als professioneel wielrenner bij de Italiaanse ploeg Gewiss–Ballan, die hij na vier jaar verruilde voor het Italiaanse Cantina Tollo. De Italiaan heeft drie zeges behaald, allemaal in 1996. Hij won dat jaar verrassend Milaan-San Remo. Colombo reed toen bij Gewiss. In een sprint met vier versloeg hij Oleksandr Hontsjenkov, Michele Coppolillo en Maximilian Sciandri. Daarnaast won hij de Ronde van Sardinië en de Internationale Wielerweek. Colombo reed zowel sterk over de Waalse heuvels als de kasseien van de Vlaamse Ardennen. Jarenlang was Colombo kopman van Cantina Tollo voor de Ronde van Vlaanderen en de Waalse klassiekers. 
In 1997 werd hij derde in Luik-Bastenaken-Luik, twintig seconden achter winnaar en landgenoot Michele Bartoli en zo'n tien seconden achter de Fransman Laurent Jalabert. In 2001 eindigde Colombo nogmaals in de top tien van "La Primavera" (zesde). 
Colombo was beroepswielrenner van 1994 tot 2005 en beëindigde zijn loopbaan bij de Italiaanse formatie Domina Vacanze.

## Belangrijkste overwinningen
1995
- 3e etappe Ronde van Frankrijk (ploegentijdrit) samen met Jevgeni Berzin, Guido Bontempi, Dario Bottaro, Bruno Cenghialta, Francesco Frattini, Ivan Gotti, Bjarne Riis en Alberto Volpi

1996
- Milaan-San Remo
- Ronde van Sardinië
- Internationale Wielerweek

## Resultaten in voornaamste wedstrijden
| Jaar | Ronde van Italië | Ronde van Frankrijk | Ronde van Spanje |
| ---- | ---------------- | ------------------- | ---------------- |
| 1995 |                  | 51e                 |                  |
| 1996 | opgave           |                     |                  |
| 1997 | opgave           |                     |                  |
| 1998 | 52e              |                     |                  |
| 1999 |                  | 125e                |                  |
| 2000 |                  |                     | opgave           |
| 2001 | 65e              |                     |                  |
| 2002 | 130e             |                     |                  |
| 2003 | 63e              |                     |                  |
| 2004 | 117e             |                     |                  |
| 2005 |                  |                     |                  |

| Jaar | Milaan-San Remo | Gent-Wevelgem | Ronde van Vlaanderen | Parijs-Roubaix | Amstel Gold Race | Luik-Bast.‑Luik | Rund um den Henninger-Turm | Waalse Pijl |
| ---- | --------------- | ------------- | -------------------- | -------------- | ---------------- | --------------- | -------------------------- | ----------- |
| 1995 |                 | 30e           | 49e                  | 49e            |                  |                 |                            |             |
| 1996 | ↑               |               | 14e                  |                |                  | 10e             | 5e                         | 5e          |
| 1997 | 105e            | 67e           |                      |                |                  | ↑               | 31e                        | 96e         |
| 1998 | 19e             |               | 19e                  |                | 70e              | 23e             |                            | 89e         |
| 1999 | 69e             | 117e          | 15e                  |                | 44e              |                 | 14e                        |             |
| 2000 | 55e             |               |                      |                |                  |                 |                            |             |
| 2001 | 6e              |               |                      |                |                  |                 |                            |             |
| 2002 | 106e            |               | 85e                  |                |                  |                 |                            |             |
| 2003 |                 |               |                      |                |                  |                 |                            |             |
| 2004 | 64e             |               |                      |                |                  |                 |                            |             |
| 2005 | 40e             |               |                      |                |                  |                 |                            |             |